# Arthur Wing Pinero
Arthur Wing Pinero, född 24 maj 1855 i London, död där 23 november 1934, var en brittisk dramatiker, ursprungligen skådespelare.
Pinero anställdes 1874 som skådespelare vid Theatre Royal i Edinburgh, och 1876 först vid Globe Theatre i London, sedan vid Lyceum Theatre, där han stannade i fyra år.
Han debuterade som dramaturg 1877 med £ 200 a Year och gjorde lycka med The Money Spinner (1880). Under en tid skrev han farser och spelades på Court Theatre, där särskilt The Magistrate (1885) hade stor och långvarig framgång. The Squire (1881) var hans första försök i allvarlig riktning, en riktning som återupptogs med The Profligate (1889), sedan de båda lustspelen Sweet Lavender (1888) och The Weaker Sex (samma år) gått mycket bra. The Second Mrs. Tanqueray (1893, "Tanquerays andra hustru") gjorde honom känd långt utom landets gränser; i den tacksamma titelrollen syntes bland andra Eleonora Duse.
Av Pineros andra arbeten kan nämnas The Notorious Mrs. Ebbsmith (1895, "Den beryktade fru Ebbsmith"), The Benefit of the Doubt (1895, "I brist af bevis"), The Princess and the Butterfly (1897), Trelawney of the Wells (1898), lustspelet The Gay Lord Quex (1899, "Lord Quex"), Iris (1901), Letty (1903), A Wife without a Smile (1904), His House in Order (1906), The Thunderbolt (1908), Mid-Channel (1909) samt lustspelen Preserving Mr. Panmure (1912) och The "Mind the Paint" Girl (1913).
I England ansågs Pinero ha varit den som förde ut den inhemska dramatiken ur dess stillestånd. Influerad av Henrik Ibsen var han en av dem som införde det moderna problemdramat i landet. The Second Mrs. Tanqueray tillmättes samma betydelse för det moderna sociala skådespelet i England som Victor Hugos Hernani för det romantiska i 1830-talets Frankrike, och stycket gjorde även succé internationellt. Pinero kom emellertid efterhand att överskuggas av George Bernard Shaw och andra yngre dramatiker.